# Kozí hřbet (Ralská pahorkatina, 437 m)
Kozí hřbet (německy Ziegengrat) je hřbet dosahující nejvyšší nadmořské výšky 437 m nacházející se v okrese Česká Lípa v Libereckém kraji. Leží asi 2 km jižně od obce Hamr na Jezeře na příslušném katastrálním území.

## Popis
Protáhlý zalesněný hřbet protažený od severovýchodu na jihozápad. Jihozápadní konec hřbetu je oddělen sedlem od sousedního Malého Jeleního vrchu (497 m). Na severozápadním konci se nacházejí tři skalní věže: Jedová, Zářivá a Uranová. Jejich pojmenování připomíná zdejší historii těžby uranové rudy, která se zde v 80. letech 20. století těžila.

## Geomorfologické zařazení
Hřbet náleží do celku Ralská pahorkatina, podcelku Zákupská pahorkatina, okrsku Kotelská vrchovina, podokrsku Děvínská pahorkatina a Jelenovršské části.

## Horolezectví
Tři skalní věže umožňují lezení na železité skále. Lokalita mezi Stráží pod Ralskem a Ralskem je horolezci označována jako horolezecký sektor Děvínské polesí.

## Přístup
Nejbližší autobusová zastávka se nachází v 2 km vzdáleném Hamru na Jezeře. Automobilem je možno dojet k silnici u jižních břehů Hamerského rybníka. Zde, poblíž bývalých uranových dolů, lze po červeně značené turistické stezce projít pěšky kolem Černého rybníka a jihovýchodním úbočím hřbetu. Po samotném Kozím hřbetu vede pouze neznačená pěšina odbočující z červené značky.